# (3963) Параджанов
(3963) Параджанов (лат. Paradzhanov) — типичный астероид главного пояса, открыт 8 октября 1969 года советским астрономом Людмилой Черных в Крымской астрофизической обсерватории и 3 мая 1996 года назван в честь советского кинорежиссёра и сценариста Сергея Параджанова.

## Обнаружение и именование
(3963) Параджанов
Открыт 8 октября 1969 года в Научном Л. И. Черных.
Назван в память о выдающемся советском режиссёре Сергее Иосифовиче Параджанове (1924—1990). Снял несколько популярных фильмов, в том числе "Тени забытых предков". Лауреат нескольких международных кинофестивалей.
Оригинальный текст (англ.)3963 Paradzhanov
Discovered 1969-10-08 by Chernykh, L. at Nauchnyj.
Named in memory of Sergej Iosifovich Paradzhanov (1924—1990), outstanding Soviet film producer. He directed several popular films, including Ghosts of Forgotten Ancestors, winner of several international film festivals.
Источники: DISCOVERY.DB; M.P.C. 27126.

## Орбита

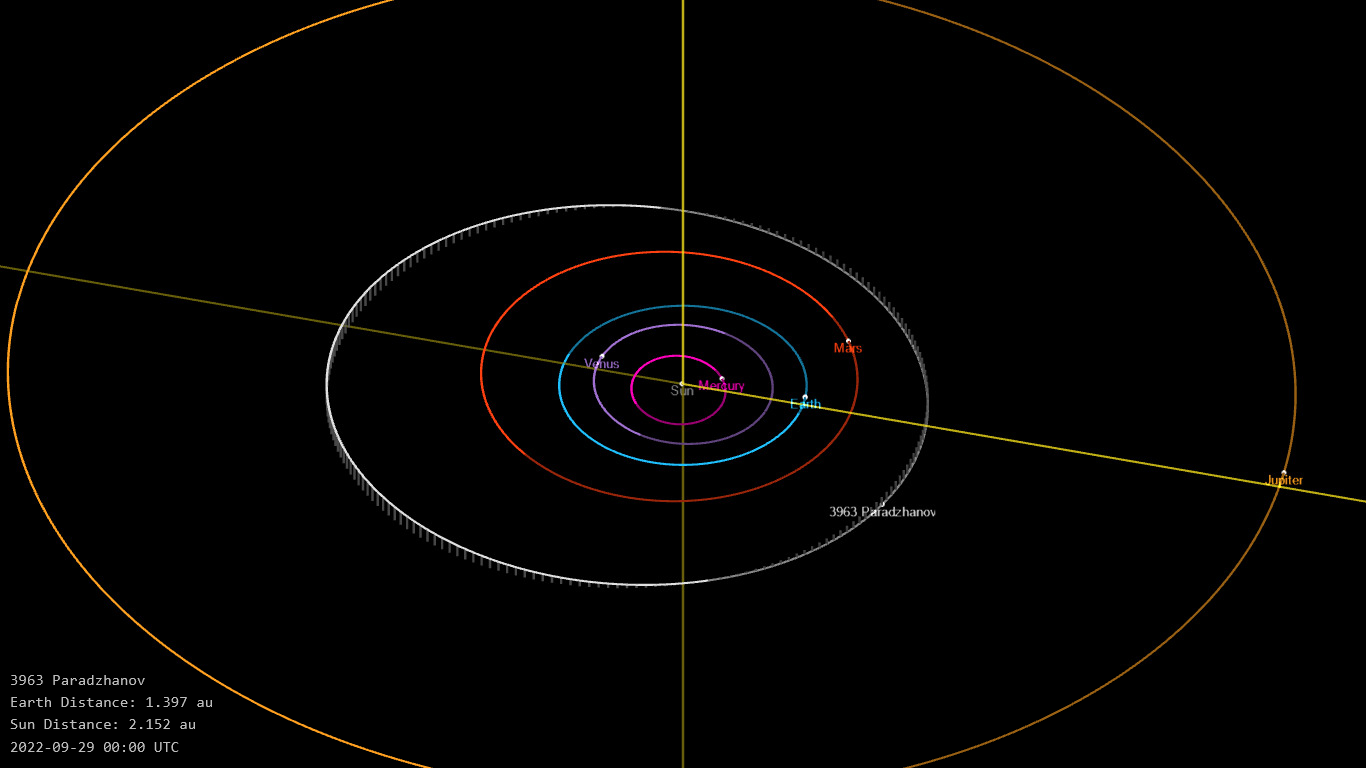
Орбита астероида Параджанов и его положение в Солнечной системе

## Физические характеристики
Из наблюдений системы Asteroid Terrestrial-impact Last Alert System следует, что астероид относится к таксономическому классу S.
По результатам наблюдений в видимом и ближнем инфракрасном диапазоне космического телескопа NEOWISE диаметр астероида оценивался равным 5,779±0,375 км и 5,42±0,97 км. Согласно тем же источникам альбедо оценивается как 0,1921±0,0227, 0,22±0,10 и 0,192±0,023.